# Coimbra
Coimbra je město v Portugalsku. Nachází se v centrální části Portugalska, v regionu Beira. Leží na řece Mondego, 120 km jižně od Porta a 195 km severně od Lisabonu. Ve městě žije přibližně 141 tisíc obyvatel, nicméně v celé metropolitní oblasti žije asi 435 000 obyvatel. Sídlí zde nejstarší univerzita portugalsky mluvícího světa, založená roku 1290. Ta byla dne 22. června 2013 zapsána mezi památky Světového dědictví UNESCO.

## Historie
Na pahorku Alçacova založili Římané město Aeminium, jehož význam postupně rostl tak, že časem pohltilo i nedalekou Conimbrigu. V této době bylo město důležitým bodem mezi Lisabonem a Bragou. V roce 711 se města zmocnili Maurové, čímž se město stalo spojkou mezi křesťanským severem a muslimským jihem. V roce 878 bylo město dobyto zpět, ale pouze na sto let, poté se ho znovu zmocnili Maurové. Nakonec v roce 1064 osvobodil Coimbru kastilský král Ferdinand Veliký. Roku 1139 se první portugalský král Alfons I. Portugalský rozhodl Coimbru učinit hlavním městem Portugalska. Této pocty město požívalo do roku 1256. V Coimbře se narodilo šest portugalských králů.

### Dolní město
Centrem dolního města je náměstí Praça do Comércio. V jednom rohu stojí kostel Săo Tiago. Jeho strohá fasáda napodobuje původní stavbu z 12. století, ale uvnitř je bohatě zdobený oltář z pozlaceného dřeva. Ulice Rua Visconde vede na další náměstí, Praça 8 de Maio, a k historickému kostelu Santa Cruz. Za náměstím se nalézá Rua de Sofia („ulice Moudrosti“), pojmenovaná podle někdejších teologických fakult. Dochovaly se zde jen sousední klášterní kostely – Igreja do Carmo (1597) s retáblem ze 16. století a Igreja da Graça, který v roce 1543 založil Jan III. Portugalský.

### Horní město
Přestavěný a zrenovovaný Arco de Almedina z 12. století blízko ulice Rua Ferreira Borges je vstupní bránou do starého města. Schody nahoru vedou kolem věže Torre de Anto, jejíž renesanční okna a medailony pocházejí z dílny sochaře Jeana de Rouen. Ve věži je dnes galerie uměleckých řemesel. Dvě coimberské katedrály, Sé Velha a Sé Nova, stojí ve stínu univerzity. Za nimi se rozprostírá hlavní náměstí horní části města, Praça da República.

### Na druhém břehu
Na druhém břehu Mondega, odkud je krásný výhled na starou Coimbru, se nacházejí dva kláštery, Santa Clara-a-Velha a Santa Clara-a-Nova.

## Památky

### Katedrála Sé Velha

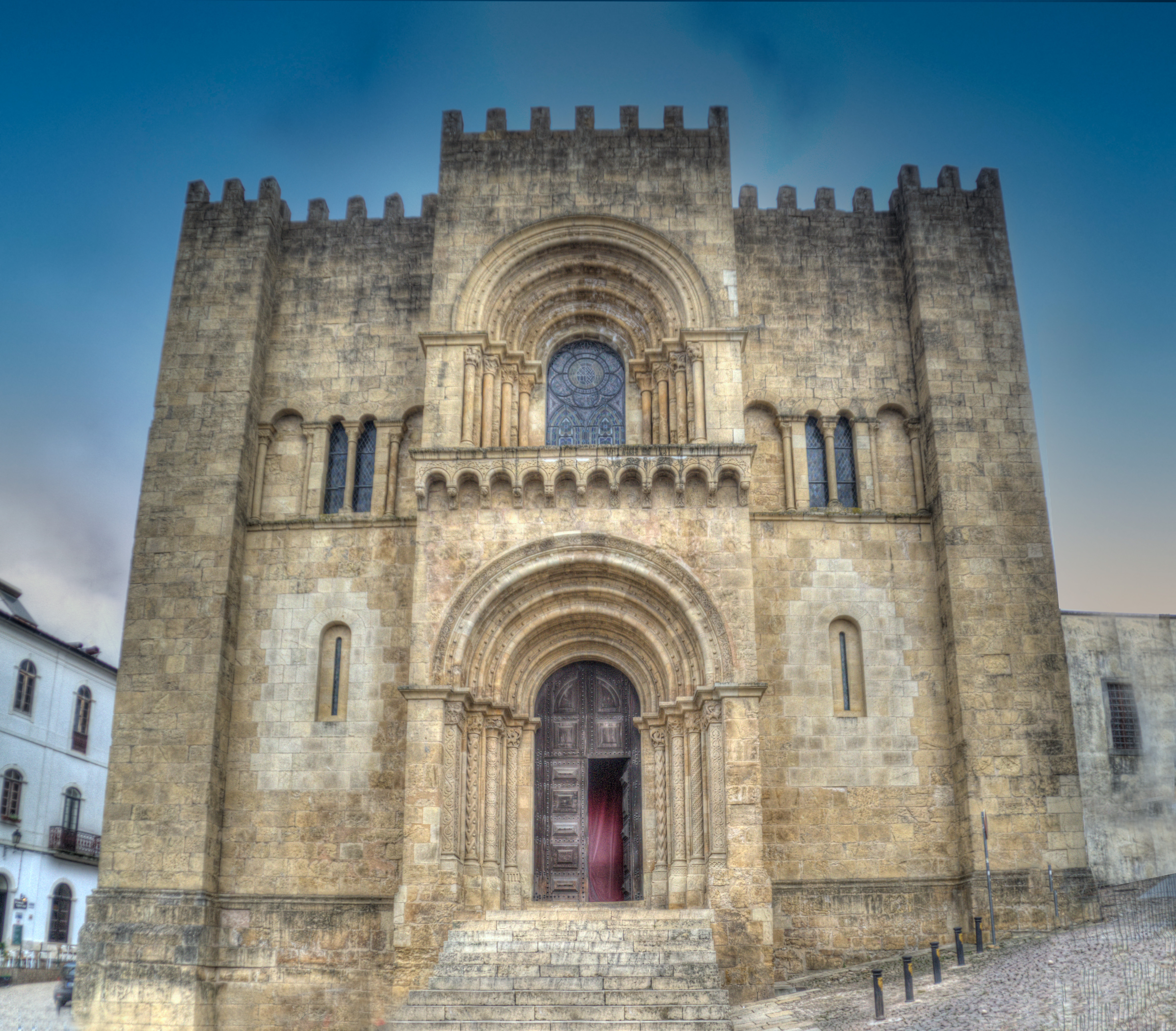
Katedrála Sé Velha

Katedrála Sé Velha v románském slohu byla postavena na oslavu vítězství nad Maury v roce 1064. Syn prvního krále Alfonse I., Sancho I., zde byl korunován. V kapitulní síni se nachází hrobka prvního křesťanského guvernéra města Sisinanda, jenž zemřel v roce 1091. V severní boční lodi je umístěna hrobka Byzantinky dony Vetaçy, která byla společnicí a učitelkou manželky krále Dinise, svaté Isabely.

### Katedrála Sé Nova
Katedrála Sé Nova nedaleko univerzity byla založena jezuity v roce 1598. Markýz de Pombal zakázal roku 1759 jezuitský řád, ale kostel se v roce 1772 stal sídlem biskupa. Z průčelí shlíží dolů jezuitští světci. V kněžišti ze 17. století je oltář s dalšími jezuitskými světci a po jeho stranách stojí dvojice varhan z 18. století.

### Národní Muzeum Machada de Castra
V muzeu (Museu Nacional Machado de Castro), bývalém biskupském paláci ze 16. století, jsou vystaveny jedny z nejlepších plastik portugalského sochaře Joaquima Machada de Castra. Sbírka obsahuje vedle zařízení a rouch i obrazy z 12. až 20. století. Je zde například vzácný obraz ze 16. století Nanebevzetí Máří Magdaleny od Mistra ze Sardoalu. Velmi zajímavým prvkem je Criptoportico de Aeminium, labyrint podzemních římských chodeb.

### Kostel Santa Cruz

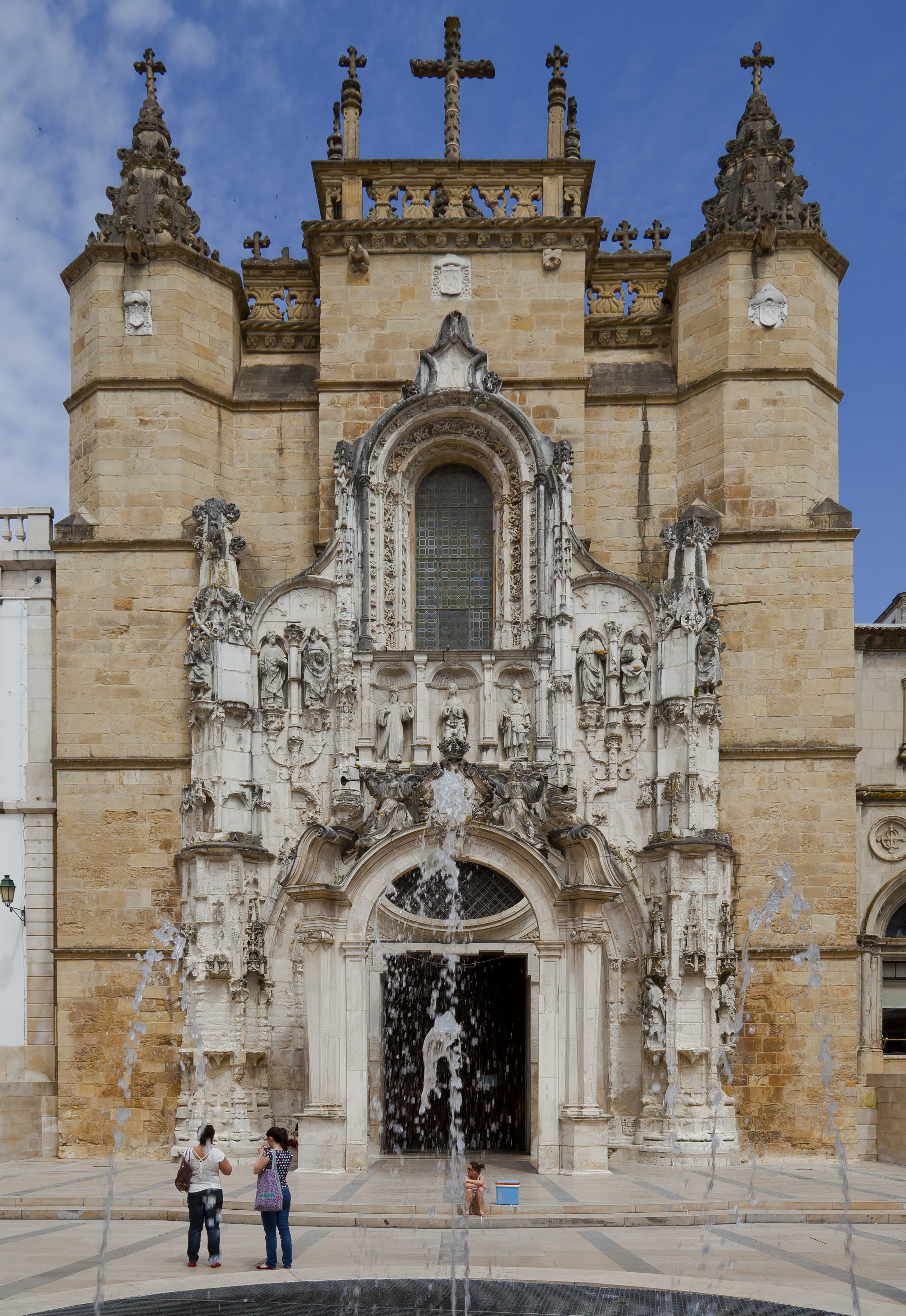
Santa Cruz

Kostel a klášter Santa Cruz byl založen v roce 1131. Soustřeďuje mnoho ukázek coimberské školy raného 16. století. Kapitulní síň od Dioga Boitaka je v manuelském slohu, stejně jako Claustro do Silencio a vyřezávané chórové lavice z roku 1518. Jsou zde také pohřbeni dva portugalští králové. Jejich honosné náhrobky pravděpodobně vytvořil Chanterêne, který zde také našel věčný klid.

### Santa Clara
Dva kláštery Santa Clara-a-Velha a Santa-Clara-a-Nova na jižním břehu jsou spjaty se svatou Isabelou a Iňes de Castro, nešťastnou milenkou Pedra I., která tu byla ubodána k smrti v roce 1355. Podle pověsti na tomto místě vytryskl pramen. Kašnu Fonta dos Amores lze spatřit v zahradě Quinty das Lágrimas, nyní hotelu.

### Univerzita

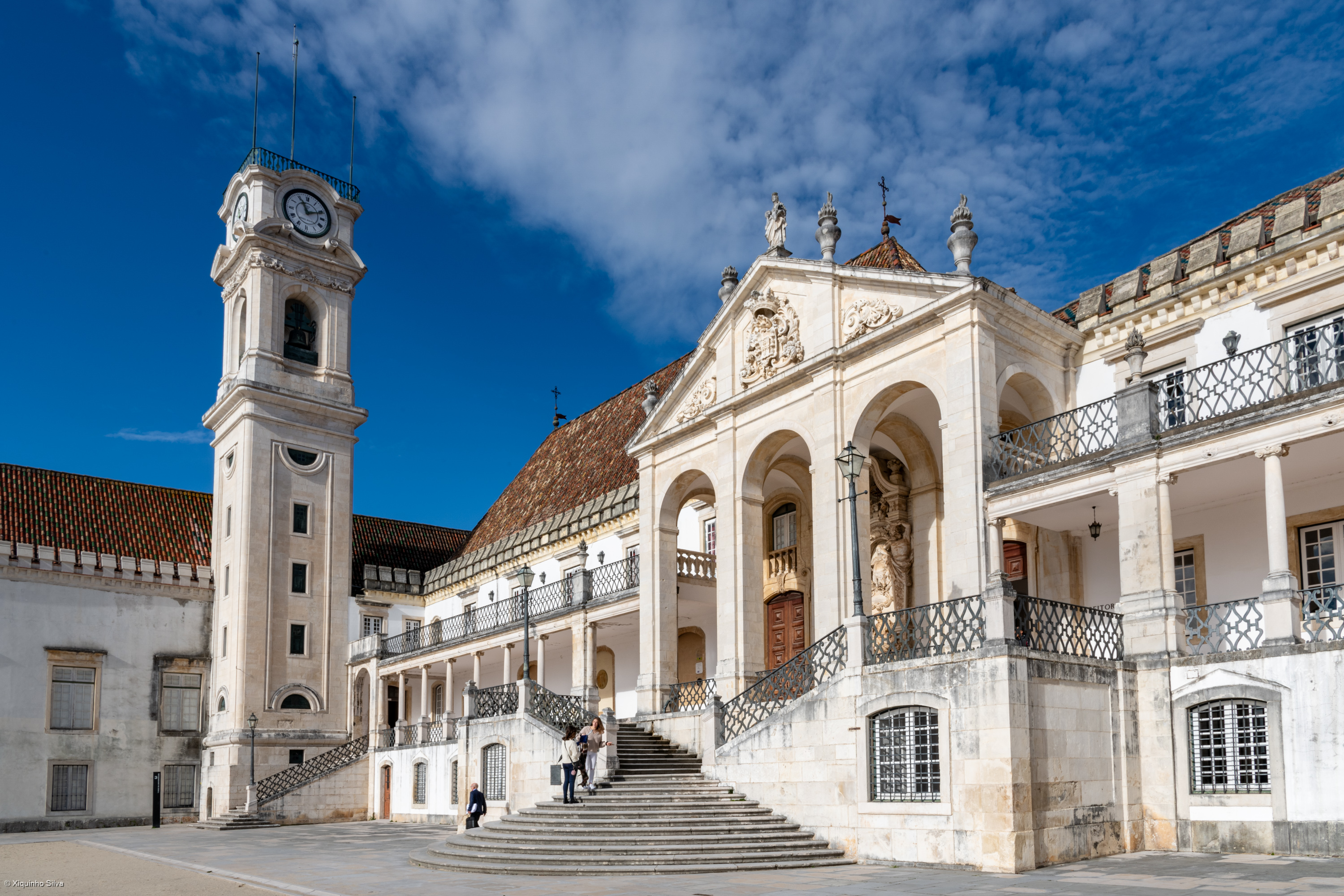
Nádvoří univerzity v Coimbře

Univerzitu (Universidade de Coimbra) založil v roce 1290 král Dinis I. Rolník na žádost církve; původně ale sídlila v Lisabonu, odkud se sem přestěhovala. Patří k nejstarším a nejslavnějším univerzitám na světě. Její patronkou a emblémem je svatá Voršila. Budova univerzity stojí na návrší ve staré části města, vysoko nad řekou Mondego. K univerzitě vede několik malých uliček, kde se nacházejí studentské koleje (repúblicas), četné hospůdky a bary.
Hlavní nádvoří univerzity je po třech stranách obklopeno historickými budovami a zvonicí. Zvonice, jež je symbolem univerzity, je viditelná z kteréhokoliv místa ve městě. Nejznámější ze tří zvonů, zvaný cabra, neboli kozel, svolává studenty k přednáškám již od roku 1733. Nachází se zde také pozoruhodná barokní knihovna Biblioteca Joanina, kterou nechal roku 1720 postavit král Jan V. Ve třech pozlacených a bohatě vyzdobených místnostech je uloženo na 300 000 v kůži vázaných knih v mnoha jazycích. Na téže straně nádvoří je i Muzeum sakrálního umění (Museu de Arte Sacra) a kaple svatého Michala (Capela de Săo Miguel) s velkými barokními varhanami. V protější budově se nachází bohatě vyzdobená aula, Sala dos Capelos, středisko univerzitního života, kde se odehrávají promoce.
Studovala se zde především filozofie, teologie, práva a lékařství. Osnovy byly rozšířeny až v 70. letech 18. století, kdy markýz de Pombal provedl reformy. Mezi významné absolventy patří několik literárních osobností 19. století, například José Maria de Eça de Queirós.

## Festivaly
V květnu, na konci akademického roku, se koná studentská ceremonie Quiema das Fitas, což je obřad, při kterém studenti pálí své fakultní stužky. Podle tradice má každá fakulta svou barvu stužky – právnická červenou, medicína žlutou a literatura tmavomodrou.

## Doprava

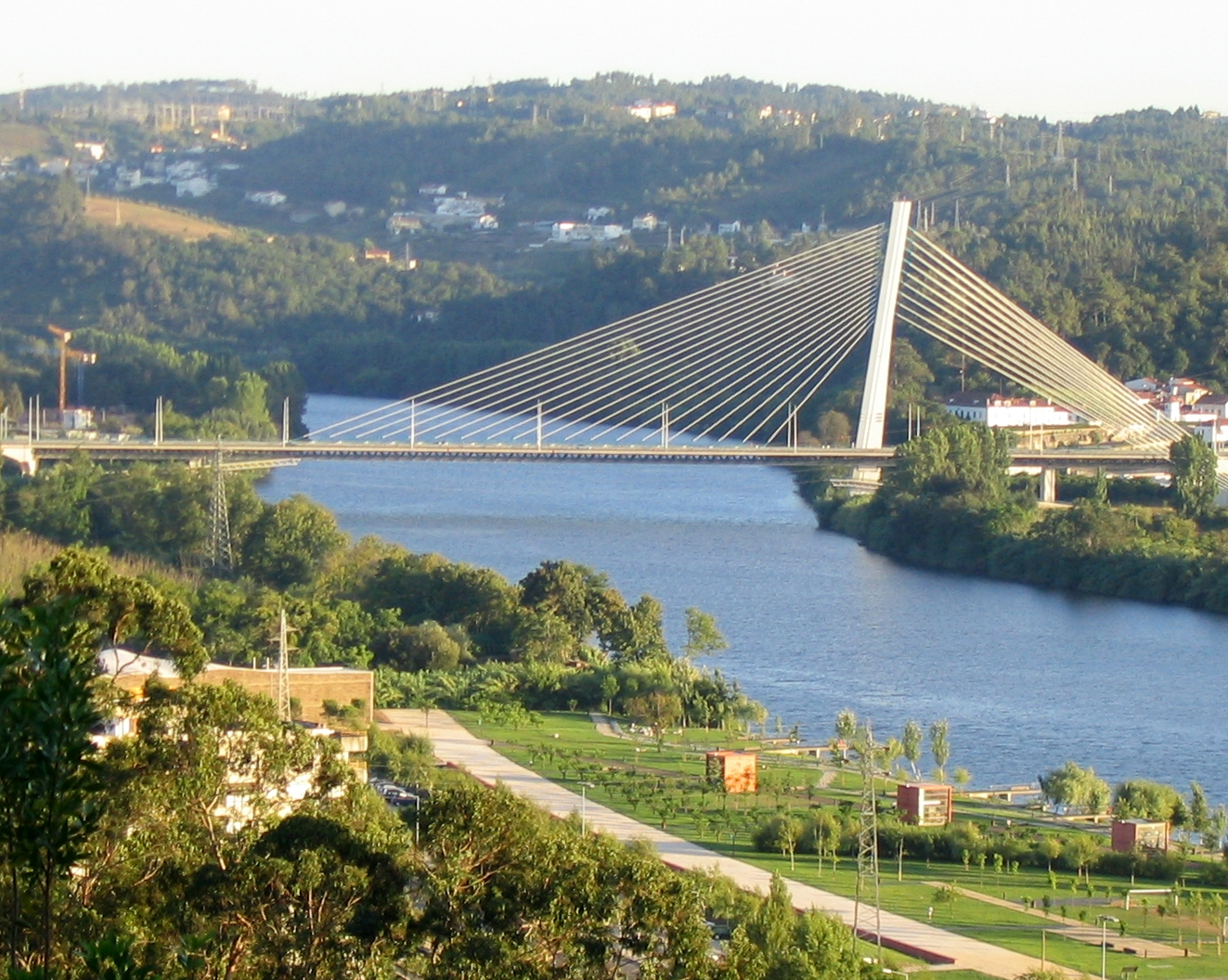
Most Europa přes řeku Mondego

Dva břehy města jsou spojeny třemi hlavními mosty: Ponte do Açude, Ponte de Santa Clara, který je nejstarší, a Ponte Rainha Santa, známý také jako Most Europa, který je nejnovější, dokončený v roce 2004. Ve městě funguje autobusová a trolejbusová doprava SMTUC (Serviços Municipalizados de Transportes Urbanos de Coimbra) – Dopravní společnost města Coimbry. Trolejbusová síť v Coimbře představuje zároveň jediný trolejbusový provoz v celém Portugalsku. V minulosti měla Coimbra také tramvajovou síť, ta se už ale nyní nepoužívá. Je možné využít i služby místních taxikářů, jejichž auta jsou většinou zelenočerná.

## Okolí Coimbry

### Conimbriga
U města nacházejícího se 17 km jižně od Coimbry leží největší a nejzajímavější římské vykopávky v Portugalsku. Přestože ještě nebylo vše vykopáno, k vidění jsou tu zbytky fontán, termální bazény, velká vila a barevné mozaiky. Conimbriga se stala významným římským městem už v roce 25 př. n. l.

### Buçaco
Jeden z nejstarších lesnatých porostů v Portugalsku se nachází 25 km severně od Coimbry v pohoří Buçaco. V lese roste na 700 různých druhů stromů a býval kdysi výlučným územím benediktinských mnichů, kteří se o něj starali. Les ukrývá proslulý, bohatě zdobený Hotel Palace do Buçaco, kdysi královské letovisko a zajímavou budovu kláštera Mosteiro dos Carmelitas.

## Partnerská města
- Aix-en-Provence, Francie (1982)
- Beira, Mosambik (1997)
- Cambridge, Spojené státy americké (1983)
- Curitiba, Brazílie (1995)
- Daman a Díu, Indie (2004)
- Dili, Východní Timor (2002)
- Esch-sur-Alzette, Lucembursko (2005)
- Fes, Maroko (1988)
- Macao, Čína (1998)
- Padova, Itálie (1998)
- Poitiers, Francie (1979)
- Salamanca, Španělsko (1980)
- Santa Clara, Spojené státy americké (1971)
- Santiago de Compostela, Španělsko (1994)
- Santos, Brazílie (1981)
- São Vicente, Kapverdy (1994)
- Zaragoza, Španělsko (2005)